# Melitaea sheljuzhkoi
Melitaea sheljuzhkoi är en fjärilsart som beskrevs av Felix Bryk 1940. Melitaea sheljuzhkoi ingår i släktet Melitaea och familjen praktfjärilar. Inga underarter finns listade i Catalogue of Life.